# Representació de l'Assumpció de Madona Sancta Maria
La Representació de l'Assumpció de Madona Sancta Maria és la primera peça dramàtica sencera que conservem escrita en català, i una de les primeres d'Europa del teatre assumpcionista.
Hi ha una posada en escena que en va fer Josep Romeu i Figueras el 1963 al Saló del Tinell de Barcelona, en el marc del III Cicle de Teatre Medieval, que es representa d'ençà 1980 al voltant del dia 15 d'agost a l'església de Sant Andreu de la Selva del Camp. Aquesta representació rep el nom de Misteri de la Selva.

## Història
Es va representar el 1388 a la plaça del Corral (avui de la Font) de Tarragona, que s'emplaçava sobre les mateixes arenes de l'antic Circ Romà, que durant l'edat mitjana encara es mantenia parcialment dempeus i perfectament delimitat. Fou una representació extraordinària que requerí l'autorització del rei Joan I, organitzada possiblement per una confraria de l'Assumpció vinculada als franciscans, que tenien l'església vora la plaça. Va rebre el suport econòmic de la ciutat, no només en materials per a la seva escenificació, ans també pagant guardes per vigilar el terme durant l'espectacle, ja que tota la població acudí majoritàriament a veure'l. Un fet social de primera magnitud que no es produí el 15 d'agost com pertocaria, ans als entorns de la festa de la Nativitat de Maria.

## Descripció
El text, conservat en un quadern que presenta l'habitual format «agenda» (Arxiu Històric Arxidiocesà de Tarragona, ms. 60), conté 675 versos i s'acompanya d'expressives acotacions de posada en escena: els cinc decorats que s'esmenten (Paradís, Infern, Consell dels Jueus, Casa de Maria i Sepulcre) es distribuïen en un espectacular escenari múltiple horitzontal, i l'acció era animada per tota mena d'efectes escènics. Hi destaca una còmica escena de diables, única en el teatre català antic, a més d'unes dinàmiques seqüències protagonitzades pels jueus. El text ofereix una rica varietat de formes versificadores, amb predomini de les noves rimades i amb la presència d'una composició ritmada en versos blancs que constitueix la primera mostra d'estrofes sàfiques en llengua romanç. Presenta indicacions detallades d'interpretació musical que informen de les melodies amb què calia entonar els diàlegs. La peça era cantada principalment al so d'himnes litúrgics i d'alguna cançó popular no identificada, i la resta era interpretada amb el recitatiu ritual, llevat de jueus i diables, que no presenten cap indicació melòdica.